# Marathon, Iowa
Marathon là một thành phố thuộc quận Buena Vista, tiểu bang Iowa, Hoa Kỳ. Năm 2010, dân số của thành phố này là 237 người.

## Dân số
Dân số qua các năm:
- Năm 2000: 302 người.
- Năm 2010: 237 người.